# Tajni zakon
Tajni zakon (ital. Il matrimonio segreto) je komična opera v dveh dejanjih Domenica Cimarose. Libreto je spisal Giovanni Bertati. Za osnovo je vzel motiv iz igre The Clandestine marriage (1766) Angležev Garricka in Colmanna. Krstna predstava je bila 7. februarja 1792 v Burgtheatru na Dunaju in Cimarosa je doživel edinstven uspeh v zgodovini opere. Po premieri je kralj Leopold II. priredil pogostitev za vse goste in ansambel ter zahteval, da se opera isti večer še enkrat izvede. Ker je delo ugajalo, so ga kmalu uprizorili po vseh pomembnejših evropskih gladališčih. V Ljubljani je bila opera prvič uprizorjena v izvedbi potujočih italijanskih gledališčnikov poleti leta 1794.
V slovenščini je bila opera prvič uprizorjena v prevodu Smiljana Samca na odru ljubljanske Opere v sezoni 1960/1961.

## Osebe
- Geronimo, bogat trgovec - bas
- Elisette, njegova starejša hčerka - mezzosopran
- Carolina, njegova mlajša hčerka - sopran
- Fidalma, Geronimova sestra - alt
- Robinson, grof - bas
- Paolino, Geronimov knjigovodja - tenor
- Služinčad (neme vloge)

## Vsebina
Dejanje se godi v bogati hiši italijanskega trgovca Geronima sredi 18. stoletja.

### Prvo dejanje
Carolina se skrivaj poroči z očetovim knjigovodjo Paolinom. Vsak dan mu nato očita, da ničesar ne stori za očetovo odobritev njunega zakona. Paolino jo tolaži in pove, da je oče pravkar dobil pismo od grofa Robinsona, v katerem ga prosi za roko Carolinine starejše sestre Elisette. S tem bi se izpolnil Geronimu življenjski cilj, in sicer pridobitev plemiškega naziva. Carolina in Paolino pa upata, da jima bo oče oprostil greh skrivnega zakona. Geronimo je navdušen in vse v hiši se že vnapnej klanja bodoči kontesi Elisetti. S tem izziva Carolino, da se ji ta prične rogati. Med njima bi prišlo do pretepa, če ne bi bilo njune tetke Fidalme, ki je spor zgladila.
Prihod grofa izzove veliko zmedo, ker ta, namesto da bi gledal svojo bodočo soprogo Elisetto, takoj poskuša osvojiti mlajšo
in lepšo Carolino. Ne pomaga niti navzočnost starega sluge, ki edini pozna vse hišne skrivnosti, niti Carolinino zavračanje in
niti Paolinova opozorila. V velikem prepiru, v katerem vsak poskuša pridobiti Geronima na svojo stran, jih ta v napadu jeze razžene v njihove sobe.

### Drugo dejanje
Ko služinčad pripravlja svatbeno pojedino, pokliče isti večer Geronimo grofa na resen pogovor; energično zahteva od njega, da mora izpolniti pismeno obljubo in poročiti Elisetto. Ko mu grof ponudi, da bi za polovico dote vzel mlajšo Carolino, Geronimo z veseljem pristane, ker bi s tem ne samo prevzel rodbinsko zvezo z grofom, temveč tudi prihranil celih sto tisoč srebrnikov.
Ko je grof to novico sporočil Paolinu, poskuša ta hitro pridobiti Fidalmo, da bi se zavzela za njun zakon. Ko mu Fidalma ponudi
svojo roko, se Paolino onesvesti. V tem trenutku pride Carolina. Fidalma uvidi, da Paolino zavrača njeno roko, ker ljubi Carolino.
Sedaj se Fidalma in Elisetta združita ter prepričujeta Geronima, naj nažene Carolino v samostan. Geronimo omahuje, toda ko zaloti Carolino z grofom, se razjezi ter ji v pričo grofa in na veliko veselje Fidalme in Elisette sporoči, da bo že jutri navsezgodaj odšla v samostan. Vsi odidejo v svoje sobe na počitek.
Grof je nemiren in poskuša še v isti noči priti ponovno do Caroline. Prestreže ga Elizeta, ki je na preži. Prisili ga, da gre spat. Ko se vse v hiši umiri, pride Paolino z veliko pelerino za svojo skrivno ženo Carolino in hoče z njo pobegniti. Nenaden ropot ju prestraši in oba zbežita v Carolinino sobo ter se zakleneta. Ponovno se pojavi prežeča Elisetta, ki dvigne vse v hiši na
noge, misleč, da je v Carolinini sobi ponovno grof. Na splošno presenečenje pa grof pride iz svoje sobe, iz Carolinine sobe pa prideta skrivna zakonca Paolino in Carolina. Na kolenih prosita Geronima, naj odobri njuno zvezo. Geronimo je besen vse dotlej, dokler grof ponovno ne zaprosi za Elisettino roko. Tedaj jima da svoj blagoslov in vsi veselo proslavljajo dvojno poroko.